# Broken (album de Nine Inch Nails)
Pour les articles homonymes, voir Broken.
Albums de Nine Inch Nails
Pretty Hate Machine The Downward Spiral
Broken est un EP du groupe Nine Inch Nails. Cet ensemble musical étrange (99 pistes mais seules les pistes 1, 2, 3, 4, 5, 6, 98 et 99 contiennent des chansons) connaît un certain succès dans les milieux underground à l'époque de sa publication.
Il est beaucoup plus influencé par le metal industriel et le noise rock que le premier album, Pretty Hate Machine, qui était davantage orienté synthpop et industrial dance.

## Avant la commercialisation
Après le succès commercial et critique de Pretty Hate Machine, TVT Records met la pression sur Trent Reznor pour enregistrer un album similaire qui avait un potentiel de succès élevé. Steve Gottlieb, le PDG de TVT Records refusant tout compromis, Reznor exigea de son label la résiliation du contrat, pour entrave à son intégrité musicale. Cette dispute entre son label et lui obligea le musicien à disparaître pendant quelques années.
En 1992, Trent Reznor, de retour de la clandestinité, présenta Broken, beaucoup plus lourd que son prédécesseur. Reznor affirma d'une suite logique des concerts de Pretty Hate Machine. De fait, les chansons devenaient plus agressives quand elles étaient jouées sur scène, par rapport au processus d'enregistrement en studio. Son label, hésitant à sortir l'EP, accepta finalement vu le potentiel singles de Wish et Happiness in Slavery. Ainsi, malgré les protestations internes, l'EP fut publié en septembre 1992.

## Après la commercialisation
L'EP se vendit très bien à sa sortie. Le premier single, Happiness in Slavery, reçut une diffusion modérée, mais son clip, qui représentait Bob Flanagan torturé et tué, conduisit à l'interdiction de la vidéo MTV. Le single Wish fut quant à lui beaucoup plus efficace avec une performance live agressive sur le clip. Il permet à Nine Inch Nails d'obtenir le Grammy pour la meilleure performance metal. Trent Reznor dit après avoir remporté le Grammy que sur sa pierre tombale, il voudrait seulement écrire Said Fist Fuck, Won a Grammy[citation nécessaire].
Peu de temps après la sortie de l'EP, les rumeurs d'un film intitulé Broken font surface. Il passait pour être un snuff movie avec toutes les chansons. Une scène pour chaque. Ce film a été réalisé par Peter Christopherson. Le réel de la vidéo pour Gave Up se révélait être une partie de la vidéo officielle, ainsi que les vidéos de Happiness in Slavery et Wish. Quelques copies pirates ont été distribuées dans des magasins aux alentours de Los Angeles où vivait alors Trent Reznor.

## L'album et TVT Records
L'influence des conflits entre Reznor et son ancien label est manifeste dans plusieurs aspects de l'EP. Après une longue liste de crédits, l'emballage indique « no thanks: you know who you fucking » suivi de « the slave thinks he is released from bondage only to find a stronger set of chains ». Ces notes sont probablement dirigées envers TVT Records. Au début de Physical, Reznor chuchote, "eat your heart out, Steve." Dans une vidéo musicale de Gave Up, on peut lire "fuck you steve" sur un écran d'ordinateur [11].

## L'album
Sur cet EP, il y a divers mélanges et plus de distorsion sur chaque instrument, y compris un classique Mellotron MKIV (ayant à l'origine appartenu à John Lennon), qui peut être entendu plus particulièrement sur le single Gave Up. L'album est beaucoup axé metal que son prédécesseur. De toute évidence, il a des influences de groupes de metal industriel tels que Ministry. Les thèmes des paroles sont principalement l'angoisse, le contrôle et la lutte contre la dépendance. À cette époque, Trent Reznor traversait une période sombre de dépendance à la drogue.
La "first press" de l'album, limitée à 250 000 copies, présente sur le disque principal les six nouvelles compositions et sur un mini disque de 3 pouces, les deux reprises (Physical et Suck). Broken a ensuite été réédité en un seul CD, avec les chansons bonus "caché" sur les pistes 98 et 99, respectivement, avec des pistes 7-97 contenant chacune une période de trois secondes de silence (une seconde par titre au Royaume-Uni, quatre secondes par titre en Allemagne (la piste 96 dure 7 secondes)).
L'ensemble cassettes contient les titres 1-6 sur un côté, avec Physical et Suck qui apparaissent tout à la fin du second côté, après environ 15 minutes de silence.
Le vinyle, sorti au Royaume-Uni en petite quantité, est un 12" qui contient les six pistes principales et un 7", dans un mancheron blanc, qui contient les deux reprises.

## Personnel de production
- Martin Atkins – batterie sur Wish
- Tom Baker – mastering
- Flood – production
- Trent Reznor – ecriture, performance, production
- Chris Vrenna – batterie sur Gave Up

## Liste des chansons
| 1.    | Pinion               | 1:03 |
| 2.    | Wish                 | 3:46 |
| 3.    | Last                 | 4:44 |
| 4.    | Help Me I'm in Hell  | 1:55 |
| 5.    | Happiness in Slavery | 5:21 |
| 6.    | Gave Up              | 4:08 |
| 98.   | (You're So) Physical | 5:29 |
| 99.   | Suck                 | 2:07 |
| 31:32 |                      |      |